# Баня восточная (Туркестан)
Баня восточная (каз. Шығыс моншасы) — памятник истории и архитектуры XVI—XVIII вв. в городе Туркестане, в 150 м к юго-западу от мавзолея Ходжи Ахмеда Ясави. С 1982 года входит в список памятников истории и культуры Казахстана республиканского значения.

## Архитектура

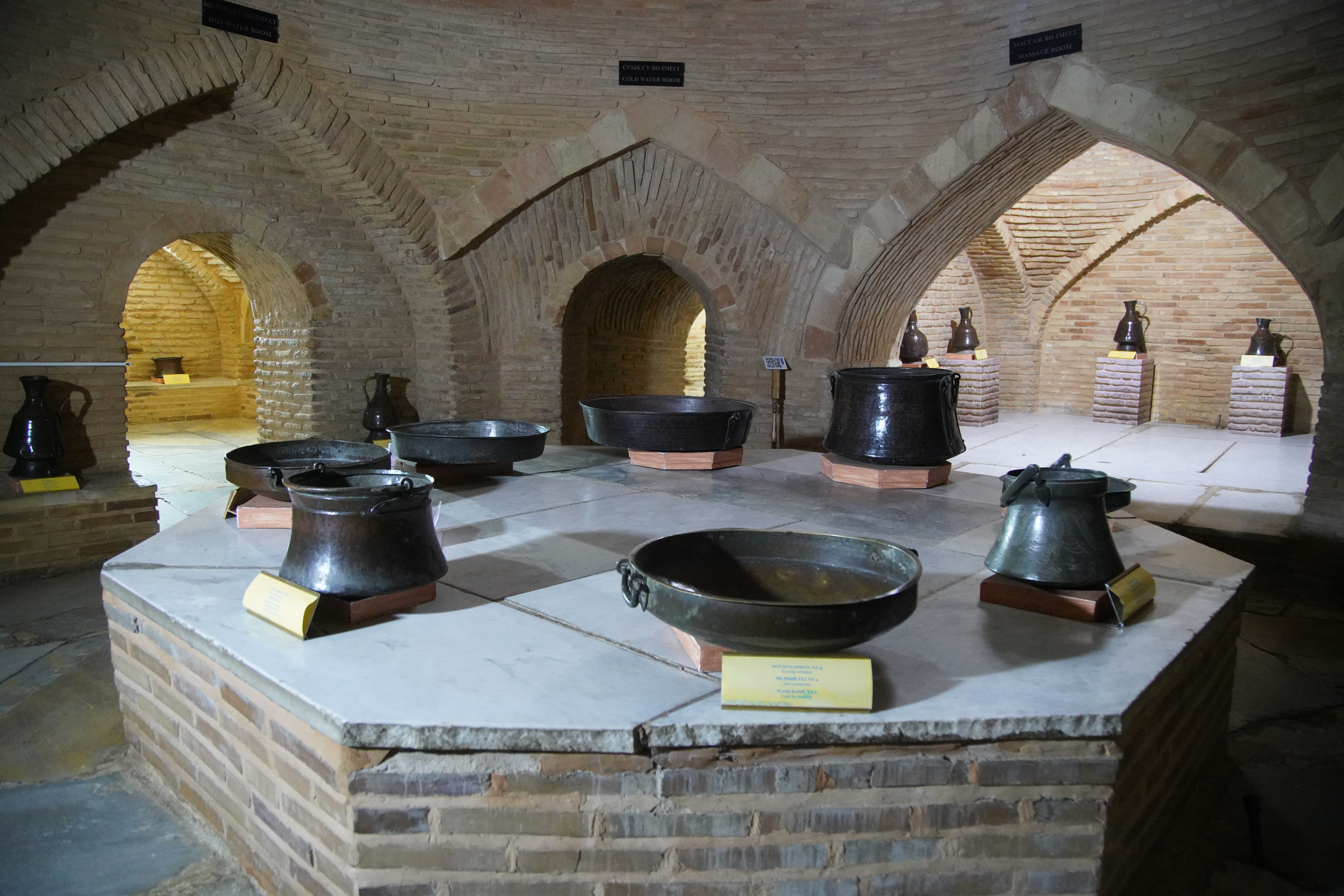
Интерьер здания

До начала XX века здание находилось в среде плотной жилой постройки ныне разрушенного средневекового города. Полуподземная многокупольная постройка сложена из жжёного квадратного кирпича. Фасады без декоративных украшений, с кирпичной фактурой стен. Выразительность зданию придают группа куполов, открытый айван. Состоит из девяти помещений различных по величине, функциональному назначению и времени постройки.
Старая часть включает 7 помещений — предбанник, перекрытый сводом «балхи», главный моечный зал — восьмигранный с восьмигранной суфой в центре, залы с резервуарами горячей и холодной воды и др. В «горячем» зале широкая суфа для массажа. Водоразбор осуществлён через открытые проёмы к резервуарам. Интерьер бани был отштукатурен, в настоящее время экспонируется в кирпичных кладках. Суфы и полы облицованы мраморными плитами размером 1,5×0,8 м. Конструкции отражают традиционные среднеазиатские способы перекрытий — купола на арках, свод «балхи», коробовые перекрытия (в коридорах).
Подогрев был устроен посредством дымовых каналов, уложенных под полами. От топки тепло устремлялось к ротонде, расположенной под восьмигранной суфой главного зала, откуда с помощью системы радиально расположенных каналов распределялось по другим помещениям. Каналы имеют аккумулирующие тепло карманы, вытяжные шахты. Уклон полов позволял осуществлять организованный сброс отработанной воды и её сброс в септик.